# Mitelloides mouldsi
Mitelloides mouldsi är en insektsart som beskrevs av Stevens 1990. Mitelloides mouldsi ingår i släktet Mitelloides och familjen dvärgstritar. Inga underarter finns listade i Catalogue of Life.